# Division Nationale (1964/1965)
Sezon 1964/65 Division 1.

## Tabela końcowa
|    | Klub                   | Pkt | M  | Z  | R  | P  | G+ | G- | +/- |  | Komentarz                                            |
| -- | ---------------------- | --- | -- | -- | -- | -- | -- | -- | --- |  | ---------------------------------------------------- |
| 1  | FC Nantes              | 43  | 34 | 16 | 11 | 7  | 66 | 45 | +21 |  | Mistrz Francji Puchar Mistrzów                       |
| 2  | Girondins Bordeaux     | 41  | 34 | 16 | 9  | 9  | 43 | 32 | +11 |  | Puchar Miast Targowych                               |
| 3  | US Valenciennes-Anzin  | 40  | 34 | 14 | 12 | 8  | 52 | 30 | +22 |  |                                                      |
| 4  | Stade Rennais          | 38  | 34 | 15 | 8  | 11 | 67 | 48 | +19 |  | Puchar Zdobywców Pucharów (zdobywca Coupe de France) |
| 5  | RC Strasbourg          | 38  | 34 | 13 | 12 | 9  | 56 | 46 | +10 |  | Puchar Miast Targowych                               |
| 6  | Olympique Lyon         | 36  | 34 | 13 | 10 | 11 | 46 | 50 | -4  |  |                                                      |
| 7  | AS Saint-Étienne       | 35  | 34 | 13 | 9  | 12 | 48 | 43 | +5  |  |                                                      |
| 8  | RC Lens                | 35  | 34 | 12 | 11 | 11 | 55 | 61 | -6  |  |                                                      |
| 9  | Lille OSC              | 34  | 34 | 10 | 14 | 10 | 57 | 48 | +9  |  |                                                      |
| 10 | FC Sochaux-Montbéliard | 34  | 34 | 13 | 8  | 13 | 49 | 45 | +4  |  |                                                      |
| 11 | Toulouse FC            | 33  | 34 | 12 | 9  | 13 | 50 | 52 | -2  |  |                                                      |
| 12 | AS Monaco              | 33  | 34 | 13 | 7  | 14 | 41 | 45 | -4  |  |                                                      |
| 13 | Angers SCO             | 31  | 34 | 12 | 7  | 15 | 44 | 51 | -7  |  |                                                      |
| 14 | UA Sedan-Torcy         | 30  | 34 | 11 | 8  | 15 | 51 | 58 | -7  |  |                                                      |
| 15 | Stade Français         | 30  | 34 | 9  | 12 | 13 | 40 | 52 | -12 |  | Puchar Miast Targowych                               |
| 16 | FC Rouen               | 30  | 34 | 12 | 6  | 16 | 31 | 48 | -17 |  |                                                      |
| 17 | Nîmes Olympique        | 29  | 34 | 13 | 3  | 18 | 42 | 58 | -16 |  |                                                      |
| 18 | SC Toulon              | 22  | 34 | 9  | 4  | 21 | 31 | 57 | -26 |  | Spadek do Division 2                                 |

## Awans do Division 1
- OGC Nice
- Red Star Olympique Paris
- AS Cannes

## Najlepsi strzelcy
| Miejsce | Piłkarz             | Narodowość          | Klub                  | Gole |
| ------- | ------------------- | ------------------- | --------------------- | ---- |
| 1       | Jacques Simon       | Francja             | FC Nantes             | 24   |
| 2       | Daniel Rodighiéro   | Francja             | Stade Rennais         | 20   |
| 3       | André Perrin        | Francja             | UA Sedan-Torcy        | 18   |
| 4       | André Guy           | Francja             | AS Saint-Étienne      | 17   |
| 5       | José Farias         | Argentyna           | RC Strasbourg         | 16   |
| 6       | Serge Masnaghetti   | Francja             | US Valenciennes-Anzin | 16   |
| 7       | Ahmed Oudjani       | Algieria            | RC Lens               | 15   |
| 8       | Jean-Michel Lachot  | Francja             | Lille OSC             | 15   |
| 9       | Pierre Dorsini      | Francja             | Toulouse FC           | 15   |
| 10      | Paul Sauvage        | Francja             | US Valenciennes-Anzin | 15   |
| 11      | Giovanni Pellegrini | Francja             | Stade Rennais         | 14   |
| 12      | Francis Magny       | Francja             | Lille OSC             | 13   |
| 13      | Fleury Di Nallo     | Francja             | Olympique Lyon        | 13   |
| 14      | Hector De Bourgoing | Francja · Argentyna | Girondins Bordeaux    | 12   |
| 15      | Claude Dubaële      | Francja             | Stade Rennais         | 12   |